# Biskupi Gokwe
Biskupi Gokwe – biskupi diecezjalni diecezji Gokwe.

## Biskupi

### Biskupi diecezjalni
| Lata urzędowania | Biskup | Biskup                    | Uwagi                                 |
| ---------------- | ------ | ------------------------- | ------------------------------------- |
| 1991–1999        |        | Michael Dixon Bhasera     | następnie biskup diecezjalny Masvingo |
| 1999–2017        |        | Angel Floro Martínez IEME |                                       |
| 2017–2020        |        | Rudolf Nyandoro           | następnie biskup diecezjalny Gweru    |